# Ga Si La Salle MRT

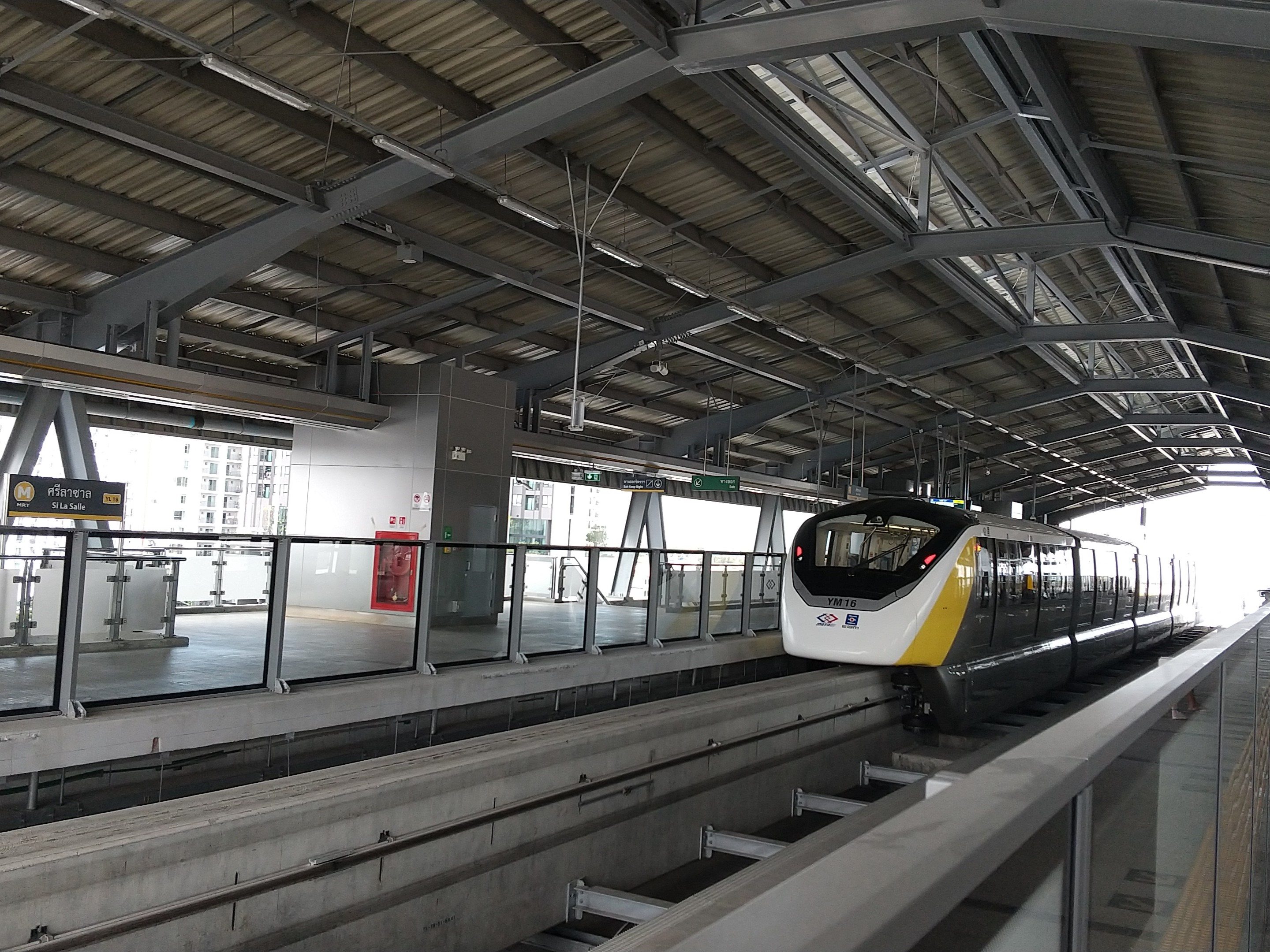
Ke ga

Ga Si La Salle (tiếng Thái: สถานีศรีลาซาล, phát âm [sā.tʰǎː.nīː sǐː lāː sāːn]) là một ga Bangkok MRT trên Tuyến Vàng. Nhà ga nằm trên Đường Srinagarindra tại quận Bang Na, Băng Cốc và tên nhà ga được ghép bởi đường Srinagarindra và La Salle (Sukhumvit 105), nút giao tại nhà ga này. Nhà ga gồm bốn lối vào. Nó được mở cửa ngày 3 tháng 6 năm 2023 như một phần chạy thử nghiệm giữa ga Samrong và Hua Mak.